# تیمنویل
تیمنویل (به فرانسوی: Thimonville) یک کمون در فرانسه است که در Canton of Pange واقع شده‌است.

## خصوصیات
تیمنویل ۷٫۴ کیلومترمربع مساحت و ۱۴۶ نفر جمعیت دارد و ۲۶۰ متر بالاتر از سطح دریا واقع شده‌است.